# Klemen Grošelj
Klemen Grošelj, slovenski obramboslovec, politik ter evroposlanec * 8. marec 1976, Kranj. 
Grošelj je slovenski obramboslovec in politik. Med letoma 2019 in 2024 je bil poslanec v Evropskem parlamentu. 

## Mladost in izobraževanje
Leta 2000 je na Fakulteti za družbene vede v Ljubljani diplomiral na temo Analiza nacionalnovarnostnega sistema Ruske federacije. Na FDV se je leta 2002 zaposlil kot mladi raziskovalec, leta 2004 pa zagovarjal magistrsko delo Kognitivno-institucionalna analiza kriznega upravljanja in vodenja : (primer nesreč v Sloveniji). Istega leta se je na fakulteti zaposlil kot asistent, leta 2007 pa pridobil doktorat iz obramboslovja na temo Kritični in problemski pristopi k preučevanju mirovnih operacij : (študija primera Republike Slovenije).

## Politika
Leta 2011 se je zaposlil na Ministrstvu za gospodarstvo Republike Slovenije, sprva kot svetovalec, kasneje pa kot vodja kabineta ministrice Darje Radić. V njenem mandatu je bil imenovan tudi za predsednika nadzornega sveta Pošte Slovenije. V Vladi Marjana Šarca je bil državni sekretar na Ministrstvu za obrambo. Na volitvah v Evropski parlament 2019 je bil na listi Liste Marjana Šarca izvoljen za evropskega poslanca. S pripojitviji LMŠ h Gibanju Svoboda je postal član te stranke, v Evropskem parlamentu pa še vedno član skupine Renew Europe. Bil je član odbora za zunanje zadeve in delegacija pri stabilizacijsko-pridružitvenem parlamentarnem odboru EU-Srbija.
Pred evropskimi volitvami leta 2024 mu je bilo po poročanju medijev obljubljeno eno od prvih mest na volilni listi, a so ga naposled uvrstili na 8. mesto, zato je umaknil soglasje h kandidaturi. Nato je pristopil k listi stranke Zeleni Slovenije in postal njen nosilec. Na volitvah 9. junija stranki ni uspel preboj v Evropski parlament, tako Grošelj ni bil vnovič izvoljen za evroposlanca, dobil pa je 3.730 preferenčnih glasov volivcev.